# Svenska kyrkan i Florida
Svenska kyrkan i Florida är en av Svenska kyrkans utlandsförsamlingar. 

## Administrativ historik
Församlingen bildades i december 2009.

## Kyrkoherdar
| Ämbetstid | Namn          | Levnadstid | Övrigt |
| --------- | ------------- | ---------- | ------ |
| 2009–2014 | Olof Olsson   |            | [ 3 ]  |
| 2014–2016 | Louise Linder | 1963–      | [ 4 ]  |

## Kyrkor
- Scandinavian Church och Center

### Fotnoter
1. ↑  läs online, www.svenskakyrkan.se , läst: 19 juni 2022.[källa från Wikidata]
2. ↑  ”Snart tio år med Svenska kyrkan i Florida”. Svenska kyrkan. 30 april 2019. https://www.svenskakyrkan.se/nyheter/snart-tio-ar-med-svenska-kyrkan-i-florida. Läst 19 juni 2022.
3. ↑  Holstein, Åsa (12 maj 2014). ”Olof Olsson startade församling i Florida”. Dagen. https://www.dagen.se/lokalt/2014/05/12/olof-olsson-startade-forsamling-i-florida/. Läst 19 juni 2022.
4. ↑   Matrikel 2016: Svenska kyrkan (69:a utgåvan). Stockholm: Verbum. 2016. sid. 419. ISBN 978-91-5263615-2